# Tom Rothe
Tom Alexander Rothe (Rendsburg, Alemania, 29 de octubre de 2004) es un futbolista alemán que juega como defensa en el F. C. Union Berlin de la 1. Bundesliga.

## Trayectoria
Llegó al Borussia Dortmund procedente del F. C. St. Pauli en 2021. El 16 de abril de 2022 marcó en su debut contra el VfL Wolfsburgo en una victoria por 6-1.

## Estadísticas

### Clubes
Actualizado al último partido disputado el 30 de octubre de 2024.
| Club                          | Div.          | Temporada     | Liga  | Liga  | Liga   | Copas nacionales | Copas nacionales | Copas nacionales | Copas internacionales | Copas internacionales | Copas internacionales | Total | Total | Total  |
| Club                          | Div.          | Temporada     | Part. | Goles | Asist. | Part.            | Goles            | Asist.           | Part.                 | Goles                 | Asist.                | Part. | Goles | Asist. |
| ----------------------------- | ------------- | ------------- | ----- | ----- | ------ | ---------------- | ---------------- | ---------------- | --------------------- | --------------------- | --------------------- | ----- | ----- | ------ |
| Borussia Dortmund · Alemania  | 1.ª           | 2021-22       | 2     | 1     | 0      | 0                | 0                | 0                | 0                     | 0                     | 0                     | 2     | 1     | 0      |
| Borussia Dortmund · Alemania  | 1.ª           | 2022-23       | 2     | 0     | 0      | 0                | 0                | 0                | 3                     | 0                     | 0                     | 5     | 0     | 0      |
| Borussia Dortmund · Alemania  | Total club    | Total club    | 4     | 1     | 0      | 0                | 0                | 0                | 3                     | 0                     | 0                     | 7     | 1     | 0      |
| Borussia Dortmund · Alemania  | 3.ª           | 2022-23       | 13    | 0     | 2      | —                | —                | —                | —                     | —                     | —                     | 13    | 0     | 2      |
| Borussia Dortmund · Alemania  | Total club    | Total club    | 13    | 0     | 2      | 0                | 0                | 0                | 0                     | 0                     | 0                     | 13    | 0     | 2      |
| Holstein Kiel · Alemania      | 2.ª           | 2023-24       | 33    | 4     | 7      | 2                | 0                | 0                | —                     | —                     | —                     | 35    | 4     | 7      |
| Holstein Kiel · Alemania      | Total club    | Total club    | 33    | 4     | 7      | 2                | 0                | 0                | 0                     | 0                     | 0                     | 35    | 4     | 7      |
| F. C. Unión Berlín · Alemania | 1.ª           | 2024-25       | 7     | 2     | 1      | 1                | 0                | 0                | —                     | —                     | —                     | 8     | 2     | 1      |
| F. C. Unión Berlín · Alemania | Total club    | Total club    | 7     | 2     | 1      | 1                | 0                | 0                | 0                     | 0                     | 0                     | 8     | 2     | 1      |
| Total carrera                 | Total carrera | Total carrera | 57    | 7     | 10     | 3                | 0                | 0                | 3                     | 0                     | 0                     | 63    | 7     | 10     |